# Daisuke Satō
Daisuke Satō (jap. 佐藤 大輔 Satō Daisuke; ur. 3 kwietnia 1964 w prefekturze Ishikawa, zm. 22 marca 2017) – japoński projektant gier planszowych, powieściopisarz i mangaka. Znany był z powieści o historii alternatywnej, takich jak Seito i Red Sun Black Cross. Jest autorem scenariuszy do mang Kōkoku no shugosha oraz Highschool of the Dead. W 2007 roku Kōkoku no shugosha zostało nominowane do Nagrody Kulturalnej im. Osamu Tezuki, a rok później do pierwszej edycji Manga Taishō. Zmarł 22 marca 2017 z powodu choroby niedokrwiennej serca. Po śmierci Satō zdecydowano, że manga Highschool of the Dead pozostanie nieukończona.

## Twórczość

### Manga
- Nichi-bei kessen 2025: Sono toki, Nihon wa ketsudan shita! (jap. 日米決戦2025 そのとき、日本は決断した!) (rysunki: Yoshifumi Kobayashi)
- Kōkoku no shugosha (jap. 皇国の守護者) (rysunki: Yū Itō)
- Highschool of the Dead (jap. 学園黙示録 HIGHSCHOOL OF THE DEAD Gakuen mokushiroku Highschool of the Dead) (rysunki: Shōji Satō)

### Gry planszowe
- Red Sun Black Cross (jap. レッドサン ブラッククロス)
- Return to Europe (jap. リターン トゥ ヨーロッパ)
- Escort Fleet (jap. エスコート フリート)
- Niitakayama nobore (jap. ニイタカヤマノボレ)
- Vietnam sensō (jap. ベトナム戦争)

### Powieści
- Gyakuten taiheiyō senshi (jap. 逆転・太平洋戦史)
- Nobunaga series (jap. 信長シリーズ)
- Seito (jap. 征途)
- Red Sun Black Cross
- Shinkou sakusen Pacific Storm (jap. 侵攻作戦パシフィック・ストーム)
- Harukanaru hoshi (jap. 遥かなる星)
- Tokyo no yasashii okite (jap. 東京の優しい掟)
- Kyoei no okite (jap. 虚栄の掟)
- Chikyū-renpō no kōbō (jap. 地球連邦の興亡)
- Kōkoku no shugosha (jap. 皇国の守護者)
- Ōsatsu no Huckebein (jap. 鏖殺の凶鳥)
- Mokushi no shima (jap. 黙示の島)
- Pyongyang Coup d’État sakusen – shizukanaru asa no tameni (jap. 平壌クーデター作戦 静かなる朝のために)